# Sečnja
Sečnja je rezanje, spravilo, predelava na kraju samem, in nakladanje dreves ali hlodov na tovornjake. V gozdarstvu se izraz sečnja včasih uporablja v ožjem smislu v zvezi z logistiko lesa zunaj gozda, običajno žago ali lesa na dvorišču. Vendar pa se v splošni rabi izraz lahko uporablja za označevanje in vrsto gozdarskih ali gozdnogojitvenih dejavnosti.
Nekoč se je sekalo s sekiro, danes le s stroji in mehanizacijo. Izraz je ostal - sečnja. Star izraz za predviden posek je etat.

## Namen sečnje
Razlogov in namenov in za sečnjo je več. Med seboj se razlikujejo po vrsti in po namenu sečnje. Osnovni razlog za sečnjo je zadovoljevanje materialnih potreb po lesu. Posek lesa predstavlja pridobitni del gozdarske dejavnosti. Pridobivanju lesa se je nekoč, brez okoljskega sprenevedanja, reklo izkoriščanje gozda (eksploatacija). Danes je v sonaravnem gospodarjenju v rabi na videz milejši izraz. Reče se mu »pridobivanje gozdnih proizvodov«.

## Redna sečnja
Osnovni namen redne sečnje je pridobivanja lesa. Vendar se v sonaravnem gospodarjenju stremi za tem, da je izbor dreves za posek, čim bolj gojitveno naravnan. Kajti, tudi pri sečnji naj bi se, že pri izbiri dreves za posek, upoštevala načela gojenja gozda. Sekala naj bi se predvsem drevesa, ki jih gozd lahko čim hitreje in čim popolneje nadomesti. Taka so nevitalna, poškodovana in sečno zrela drevesa.

## Gojitvena sečnja
Posebno področje sečenj v gozdarstvu predstavljajo gojitvene sečnje. Med gojitvenimi razlikujemo negovalne in varstvene sečnje. Z negovalnimi sečnjami se skuša spreminjati konkurenčne razmere v sestoju, z varstvenimi pa preprečiti širjenje škod v gozdu.

### Negovalna sečnja
Z negovalno sečnjo se skuša uravnavati konkurenco med osebki, oziroma drevesi. Tekmovalnost med osebki je posledica borbe za rastni prostor, oziroma za dostop do neživih okoljskih dejavnikov. V gozdu je to največkrat svetloba, ki omogoča fotosintezo dreves.
Konkurenčne razmere v sestoju se lahko uravnava s sečnjo. Vendar le do meje, ki jo predstavlja Liebigovo pravilo minimuma. Če v sestoju svetlobe res primanjkuje, se z odstranitvijo odvečnih dreves lahko nekoliko pospeši rast dreves, ki ostanejo. Zato se izbira kvalitetne osebke, »izbrance« in odstranjuje njihove konkurente. Taka sečnja se imenuje izbiralno redčenje.
Po namenu, ki se ga skuša s sečnjo doseči, je v gozdarstvu znano veliko vrst sečenj. Za redke med njimi pa je možno trditi, da koristijo gozdnemu ekosistemu. S sečnjo se skuša zgolj pospešiti naravne procese. To pa je sila težko in možno le v omejenem obsegu. Vedno se namreč s sečnjo odstrani iz gozda več lesa, kot ga lahko, zaradi izvršene sečnje, priraste. Zato je bolj umestno govoriti o poskusih pospeševanja naravnih procesov. Obnovo gozda (nasemenitev, pomladitev) se skuša pospešiti z nasemenitveno, pomladitveno, svetlitveno, robno, pa sečnjo v luknjah, progah. Rastnost in stojnost sestoja se skuša izboljšati z redčenji. Težavno pridobivanje lesa naj bi olajšala in pospešila strojna in mehanizirana sečnja. Ko gozd ni več »pravi«, sledi še končna in zaključna sečnja. Sečnja na golo pomeni, da gozda ni več. Največkrat ga nadomesti umeten nasad (pogozditev). Razlog več za vprašanje, kaj od sečenj je še skladno z deklariranim načelom trajnosti in sonaravnosti.

### Varstvena sečnja
Varstvene sečnje so namenjene preprečevanju (preventiva) in nevtralizaciji (sanacija) škodljivih pojavov v gozdu. Praviloma so problem nezaželeni, naravni pojavi, ki pa so velikokrat posledica neustreznega ravnanja z gozdom. Problematični, oziroma škodljivi so, z vidika možnosti optimalnega pridobivanja.
Z varstvenimi sečnjami se odstranjuje ali skuša ovirati razvoj nezaželenih rastlin, živali in mikroorganizmov, ki ogrožajo razvoj drevesnih vrst, ki jih gojimo. S sanitarno sečnjo se iz gozda odstranjuje poškodovana (polomljena), bolna in napadena (s škodljivci) drevesa, kar naj bi olajšalo ali pospešilo, sicer v naravi samodejno delujočo sanacijo gozda.

## Rezanje na dolžino
Rezanje na dolžino je proces podiranja, obsekovanja, prevažanja in razvrščanja (celuloze, žaganega lesa, itd) na območju sečnje, tako vej in vrhov pri drevesu. Kombajn poseka, obseka in nareže na kraju sečnje, potem izvažajo hlode v kupih, da bodo prišli do iztovarjanja špediterja. Ta metoda se redno uporablja za drevesa do 900 mm v premeru. Kombajn se dejansko uporabljajo od ravnega do zmerno strmega terena. Kombajn je močno računalniško optimiziran za dolžine rezanja, območje nadzorira z GPS-om in uporablja cenik za vsak posamezen hlod za arhiviranje najbolj ekonomičnih rezultatov med sečnjo.

## Vpliv na okolje
Vedeti je treba, da so vse vrste sečenj vsiljen (nenaraven) poseg v naravno zgradbo gozda in so zato (lahko) problematične. Odvisno od njihove intenzivnosti. Od jakosti in pogostnosti sečenj. Sečnje spreminjajo in motijo naravne procese v gozdu. Učinkujejo kot ekološka motnja, ki jo mora gozd venomer sanirati. S sanacijo izgublja čas in energijo, kar zmanjšuje njegovo (mogočo) optimalno produkcijo (organska sinteza) gozdne biomase. Sečnje morajo zato biti razumske, skrbno načrtovane, predvsem pa zmerne. V tem kontekstu je načrtovan posek razumeti kot vsestransko pretehtano, z gozdarskim načrtovanjem ugotovljeno količino lesa, ki jo je dovoljeno posekati v desetih letih, brez tveganj za sonaravno funkcioniranje gozda.

### Nezakonita sečnja
Nezakonita sečnja se nanaša na to, kar v gozdarstvu lahko imenuje tatvina lesa oziroma mafija z lesom. To se lahko nanaša tudi na žetve, prevoz, nakup ali prodajo lesa v nasprotju z zakoni. Postopek spravila sam je lahko nezakonit, vključno z uporabo skorumpiranega sredstva za dostop do gozdov; Črpanje brez dovoljenja ali iz zaščitenega območja; rezanje zaščitenih vrst; pridobivanje lesa, ki presega dogovorjene meje.

## Varnostni pomisleki
Sečnja je nevaren poklic. V Združenih državah Amerike, je dosledno bil eden od najbolj nevarnih poklicov. V letu 2008 je bilo v sečnji industriji zaposlenih 86.000 delavcev, in od teh je bilo 93 smrtnih žrtev. To je povzročilo stopnjo umrljivosti  108,1 smrti na 100.000 delavcev letno. Ta stopnja je več kot 30-krat višja od skupne stopnje umrljivosti. Gozdarji delajo s težkimi orodji, kot so motorne žage in težke opreme na neravnem in včasih strmem ali nestabilnem terenu. Delali so tudi v težkih pogojih, kot je slabo vreme in huda vročina ali mraz. Oškodovani gozdar je pogosto daleč od strokovne obravnave v nujnih primerih.
Tradicionalno je krik "les!" razvit kot opozorilo da drevo pada, za opozarjanje sodelavcev na območju, nato bi morali biti pozorni, da ne bi padlo na njih. Izraz "Vdovec" za drevo, ki ni niti stalo niti padlo na tla, dokazuje še en poudarek na poznavanju razmer kot načelo varnosti. V Britanski Kolumbiji v Kanadi, je World BC Forest Security septembra 2004 ustvaril sklad, ne-za-dobiček družbe, posvečen spodbujanju varnosti v gozdarskem sektorju. Deluje z delodajalci, delavci, izvajalci in vladnimi agencijami za izvajanje temeljnih sprememb, potrebnih, da bi bilo varneje delati v gozdarstvu. Tveganje izkušenih v dejavnosti sečnje se lahko nekoliko zniža, kadar pogoji to dovoljujejo, z uporabo mehanskih drevesnih kombajnov, traktorjev za špediterje.

## Prevoz hlodov
Podrti hlodi se nato praviloma prepeljejo v žago za rezanje v deske, v papirnico za papirne kaše, ali za druge namene. Mnoge metode so bile uporabljene za premikanje hlodov, od koder so bili narezani na progi ali neposredno na žagah ali papirnici. Najcenejši in zgodovinsko najbolj pogosta metoda je z uporabo rek. Sedaj hlodi plavajo po vodi. Nekateri hlodi se potopijo zaradi visoke vsebnosti smole. Za pomoč prevoza več hlodov do mlina je leta 1960 na Aljaski Pulp Mill imel posebej oblikovan čoln, ki je bil izdelan iz 38 mm debelega jekla. V poznih 1800 in prvi polovici leta 1900, je bila najpogostejša metoda nakladanja visoko kolo, to je bil sklop koles več kot deset metrov visok, da so bili hlod ali več hlodov privezani na pod.